# Musée des civilisations anatoliennes
Pour les articles homonymes, voir Musée des civilisations.

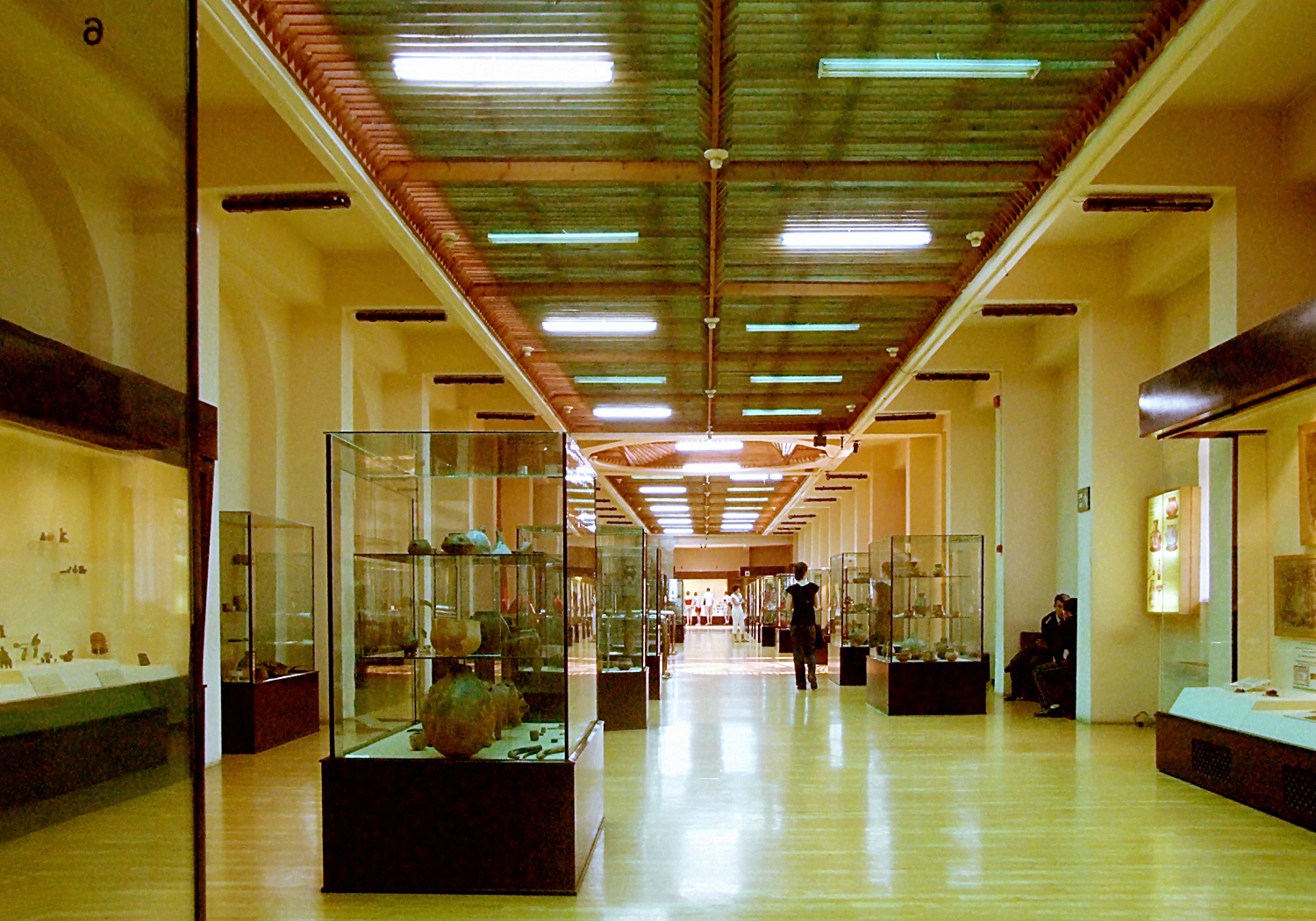
Vue d'une galerie

Le Musée des civilisations anatoliennes (en turc : Anadolu Medeniyetleri Müzesi), connu aussi sous le nom de Musée hittite, est situé en plein centre d'Ankara, sur le versant sud de la citadelle, dans le quartier d'Atpazan de la capitale turque. C'est le musée archéologique le plus important de Turquie, avec le Musée archéologique d'Istanbul.
Bien que prévu à l'origine pour accueillir les témoignages de la civilisation hittite, le musée présente aujourd'hui des collections de toutes les périodes, du Paléolithique aux temps modernes. La période de l'Antiquité classique à l'Empire ottoman n'est représentée que par des pièces sélectionnées, venant surtout d'Ankara et des environs.
L'ancien caravansérail Kursunlu Han abrite les salles de lecture, la bibliothèque, la salle de conférence, le laboratoire et un atelier, tandis que le bâtiment ottoman de l'ancien bedesten (bazar couvert) héberge les collections de l'archéologie anatolienne depuis l'ère paléolithique, l'âge du bronze récent, la période hittite, phrygienne, urartéenne, grecque, hellénistique, romaine, byzantine, séleucide et ottomane.

## Historique

### Bâtiments

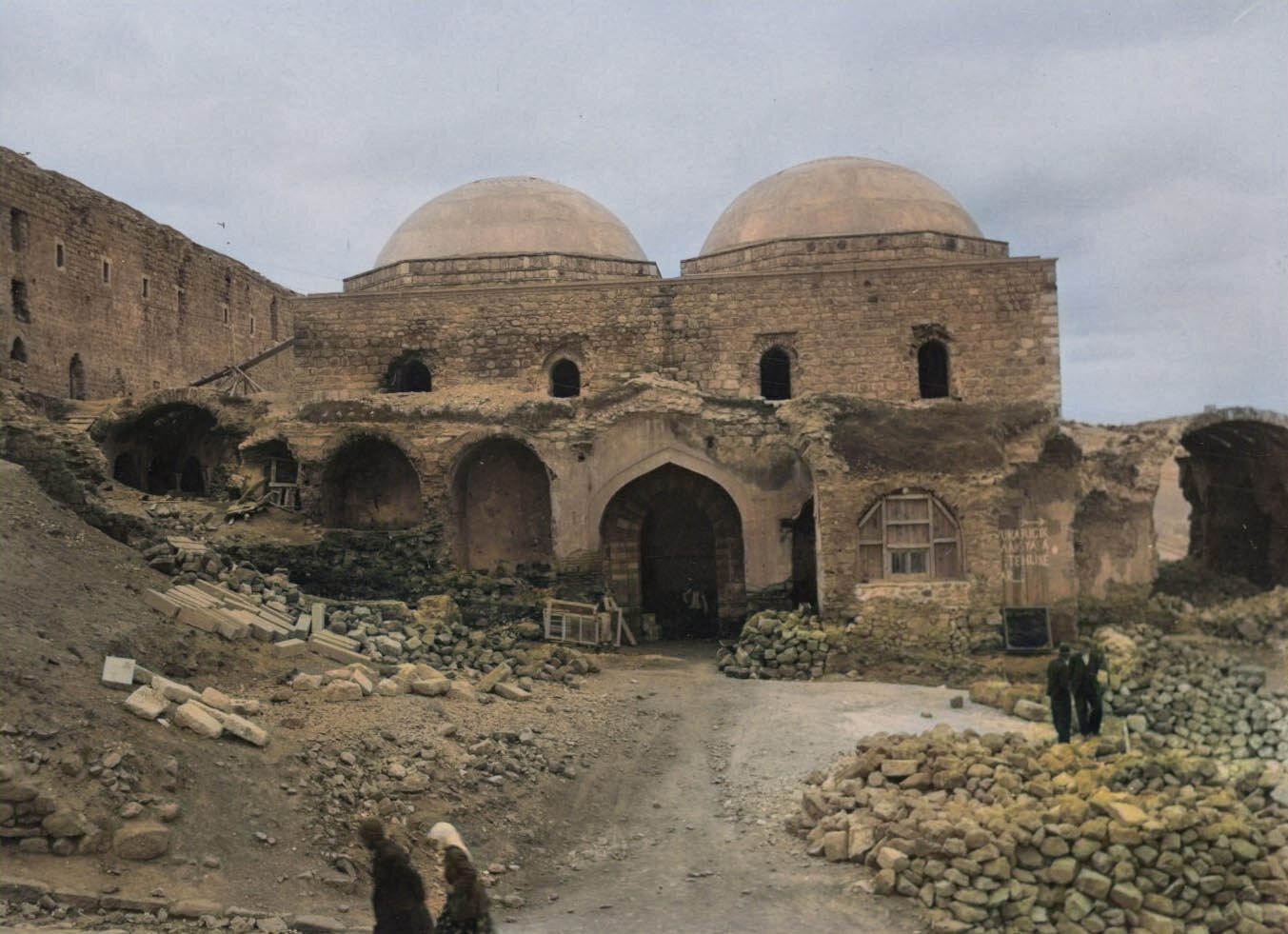
Le bâtiment de Mahmut Paşa Bedesteni avant restauration.

Le musée est installé dans deux bâtiments de l'époque ottomane : l'ancien bazar couvert Mahmut Paşa Bedesteni et le caravansérail Kurşunlu Han.
Le bedesten (bazar couvert) a été construit par le Grand Vizir Mahmud Pacha dans les années 1465-1471. Les tissus fabriqués à partir de laine angora étaient commercialisés ici. L'espace clos correspond au type habituel des bâtiments de bazars : il est couvert de dix dômes et entouré d'une galerie qui abritait 102 boutiques sous des voûtes de briques.
Selon des documents officiels, le caravansérail Kurşunlu Han a été bâti par Rum Mehmed Pacha, successeur de Mahmud en tant que grand vizir du sultan Mehmed II. En l'absence d'inscription sur le bâtiment, il n'est pas possible de donner de datation exacte. À partir de monnaies de l'époque de Murad II (règne : 1421-1451) retrouvées en 1946 lors de la restauration, on peut conclure que l'édifice existait déjà au XVe siècle. Le Han est du type des caravansérails ottomans, avec un patio entouré d'un portique et de 28 chambres au rez-de-chaussée et 30 au premier étage. Une écurie était aménagée dans les parties ouest et sud. Les côtés nord et est étaient occupés par 24 magasins, dont quatre dans la porte d'entrée est. Pour finir, après un incendie en 1881, les deux bâtiments sont abandonnés et tombent en ruine.

### Musée
Un premier musée archéologique existait à Ankara depuis 1921 dans une tour fortifiée de la forteresse d'Akkale. Dans les années 1930, Atatürk projette de créer un musée hittite central : les travaux de restauration des deux bâtiments commencent en 1938 et durent jusqu'en 1968. Dès 1940, les travaux de transformation de la salle principale du bâtiment du bazar étaient assez avancés que des expositions puissent être présentées, sous la direction de l'archéologue allemand Hans Gustav Güterbock. L'actuelle salle centrale, avec les œuvres monumentales hittites, fut ouverte aux visiteurs en 1943. Depuis son achèvement définitif en 1968, l'ancien Kurşunlu Han abrite des salles d'administration, une bibliothèque, des laboratoires, des ateliers et d'autres salles de recherche, tandis que l'ancien bazar est utilisé comme espace d'exposition.

## Collections

### Paléolithique
Dans le hall d'entrée se trouvent des découvertes paléolithiques de la grotte Karain d'Antalya, notamment des squelettes, des crânes et des dents de Néandertal, des outils et des haches en pierre, ainsi que des aiguilles et des bijoux en os. Ce sont les découvertes les plus anciennes de Turquie : certaines d'entre elles pourraient être datées de plus de 400 000 ans.

### Néolithique

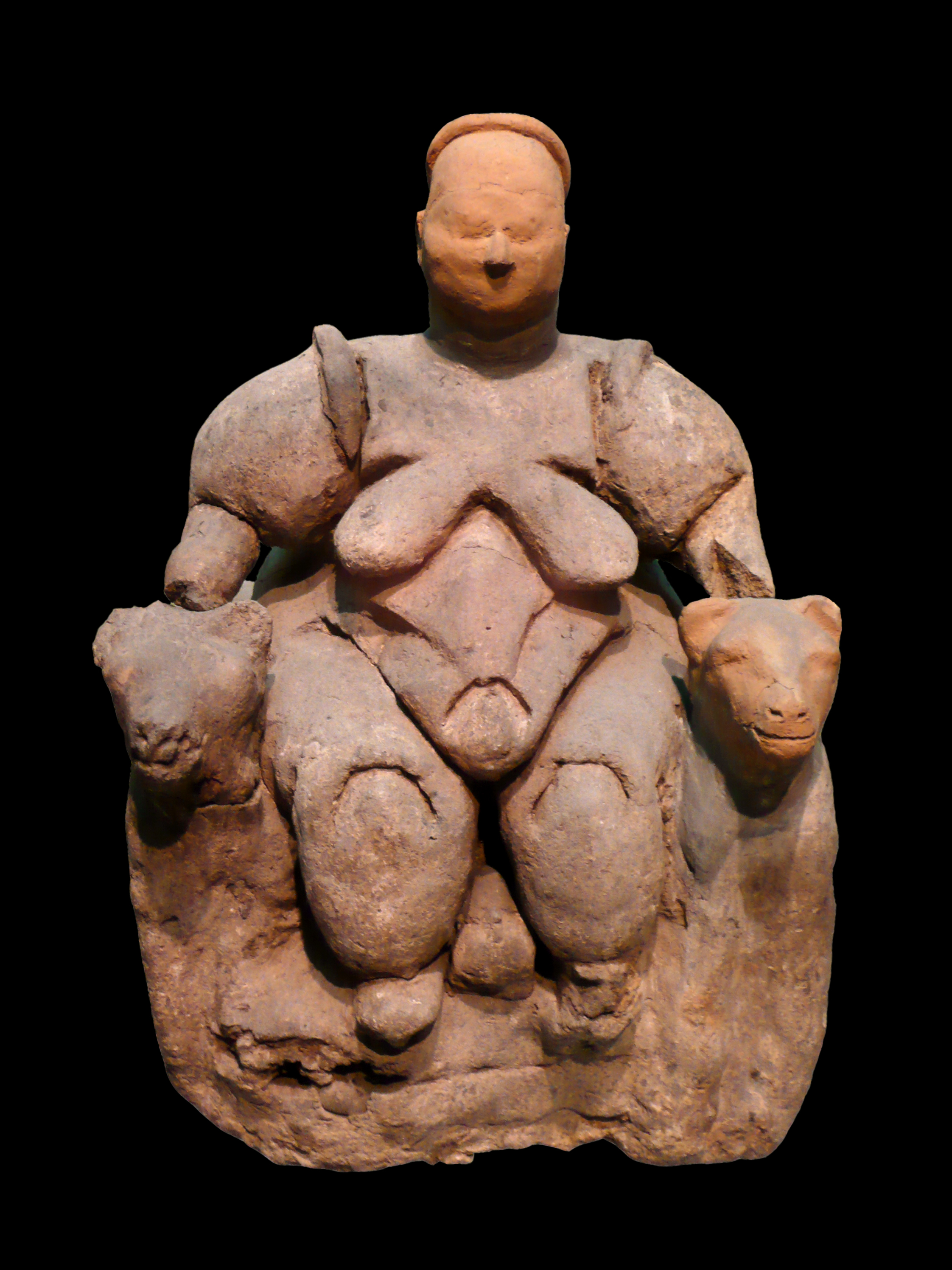
Statuette féminine, dite Vénus de Çatalhöyük.

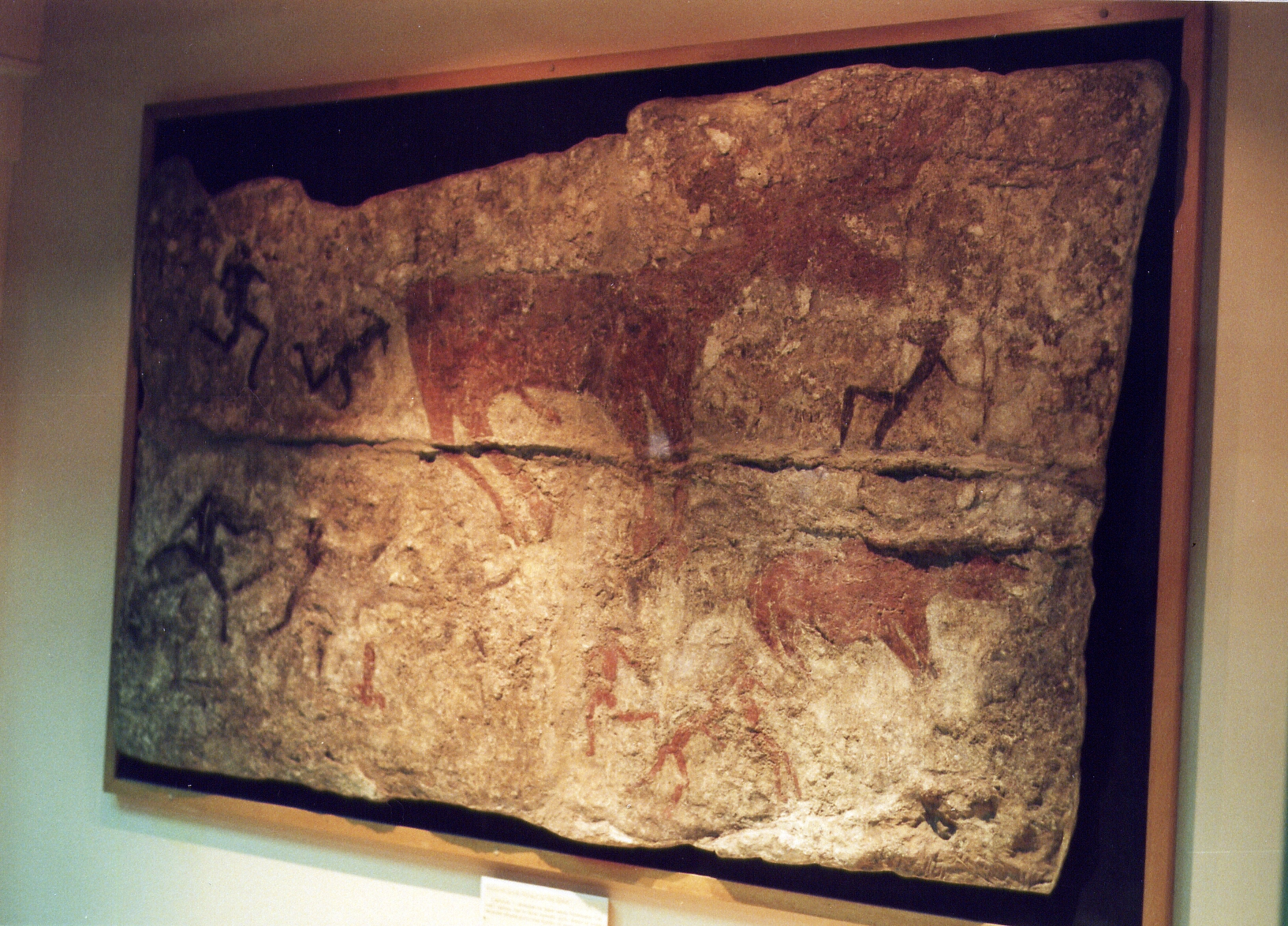
Peinture murale de Çatalhöyük, scènes de chasse.

Dans la première partie du hall ouest se trouvent des artefacts néolithiques de Çatalhöyük et Hacılar Höyük, dans le sud-ouest de l'Anatolie, datés entre -6500 et -5600. De Çatalhöyük, on trouve des peintures murales en rouge, rose, marron, noir et blanc sur des briques crues beiges, puis un peu plus loin un modèle d'une salle avec des têtes de taureaux et des statuettes de déesses, dont celle nommée « Vénus de Çatalhöyük », statuette d'une déesse-mère accouchant sur un trône. Les découvertes de Hacılar sont principalement des vases d'argile polie.

### Chalcolithique
Dans la zone suivante, on peut voir des objets de l'âge du cuivre (5000 à 3000 av. J.-C.). Les céramiques monochromatiques, polies et de plus en plus colorées proviennent de Hacılar, les céramiques monochromes ainsi que les céramiques peintes en rouge et noir de Canhasan dans le sud de l'Anatolie, d'autres exemples de terres cuites de déesses-mères, ainsi que des objets en cuivre, dont un bracelet. Une bague en argent, des outils en cuivre, des aiguilles et un fragment de poignard proviennent de Beycesultan dans l'ouest de la Turquie. La poterie y est de couleur grise, noire ou brune, et partiellement peinte de motifs blancs. De Alişar Höyük et Alacahöyük dans le centre-nord de l'Anatolie, viennent des poteries en brun, noir ou gris foncé, décorées de motifs rayés et incisés. De Tiliktepe, près de Van, sont exposés des vases attribués à la culture Halaf, ainsi que des instruments d'obsidienne.

### Bronze ancien et moyen

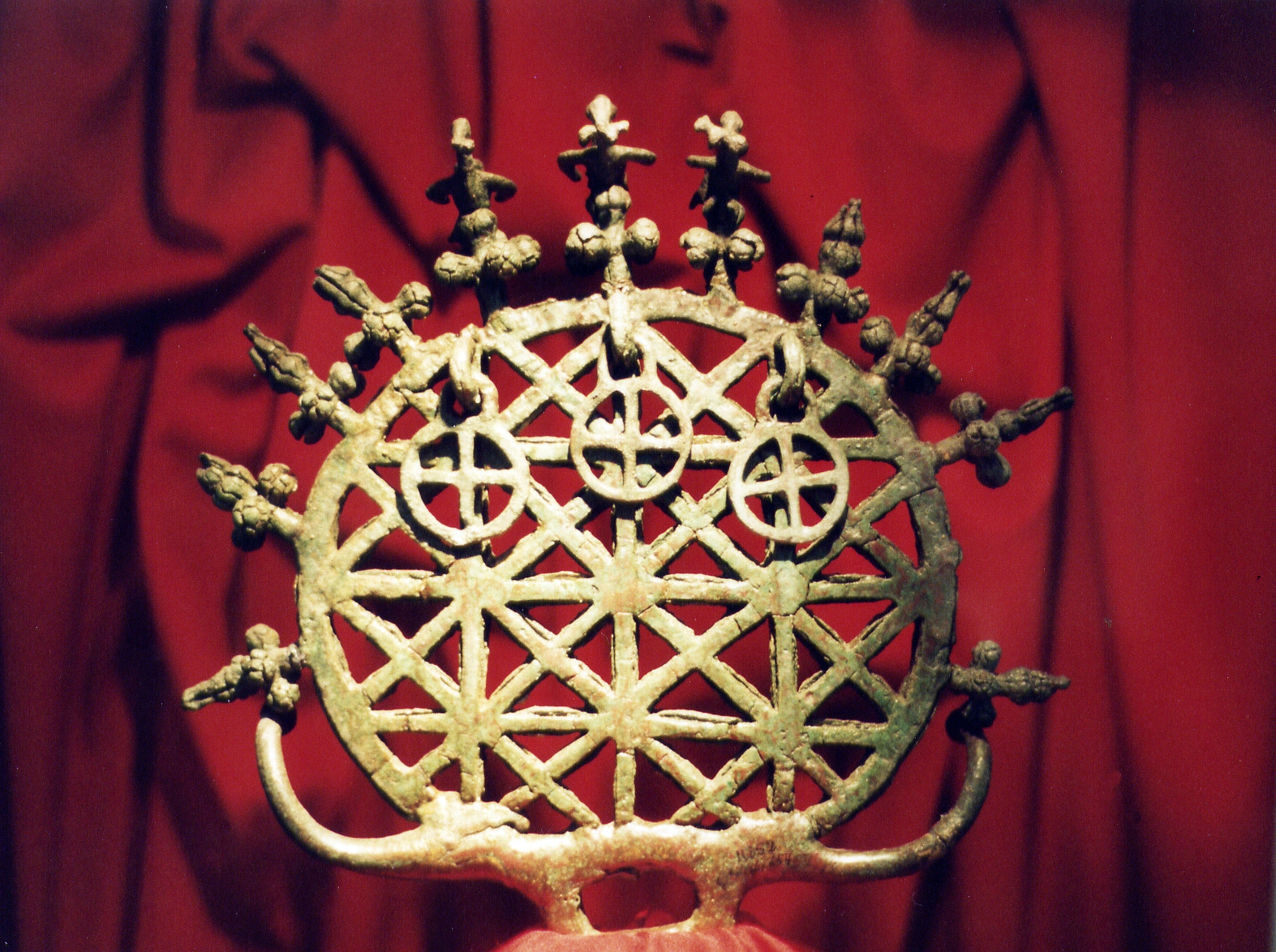
Étendard de bronze d'Alaca Höyük

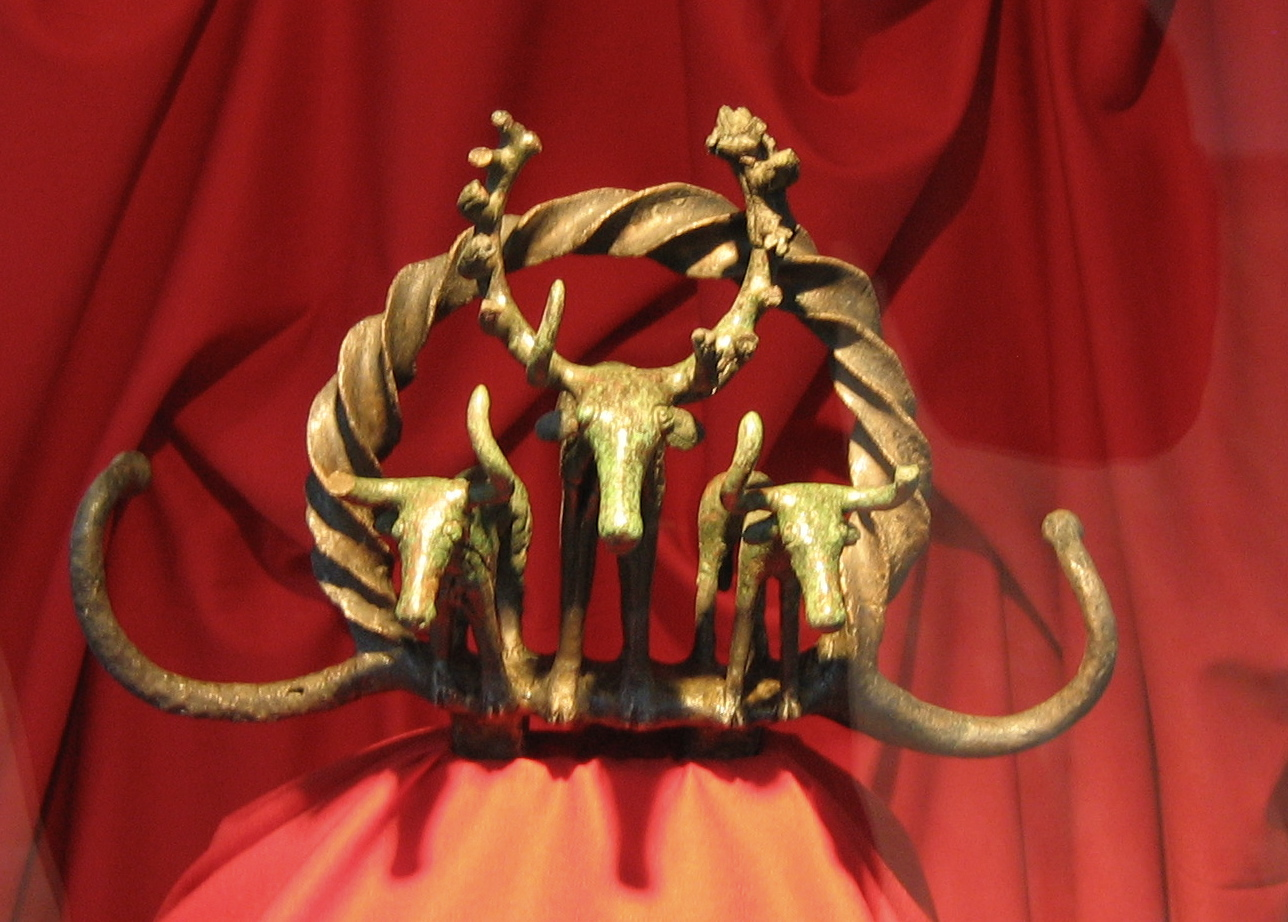
Étendard en forme de cerf d'Alacahöyük

La deuxième partie de la salle ouest contient des artefacts provenant des tombes dites princières d'Alacahöyük, datant de la période Hattienne, fin du IIIe millénaire. Les plus connus sont appelés « étendards » : ce sont des disques de bronze ajouré avec des motifs géométriques, des représentations du Soleil et des animaux, certains avec des incrustations d'or et d'argent et un dispositif de fixation. Ils sont interprétés comme des ornements du char funèbre qui menait les princes à leur dernière demeure.
D'autres objets funéraires de ces tombes, utilisés par les dirigeants locaux pendant plusieurs générations, sont des objets en or, argent, électron, bronze, ambre, agate, cristal de roche, fer et argile cuite. Parmi ceux-ci se trouvent des bijoux : des diadèmes, des colliers, des bracelets, des boucles d'oreilles, des boucles de chaussures, mais aussi des récipients et des armes en bronze et en or, ainsi que des statuettes, des représentations de la déesse-mère et de Siatra.
D'autres découvertes du début de l'âge du bronze sont exposées dans le hall sud, parmi lesquelles des objets provenant d'Alışar Höyük, Kültepe et Beycesultan, principalement des vases en argile et des idoles de la période 3000 à 1950 av. J.-C. On peut voir également de nombreux objets de l'époque des colonies commerciales assyriennes (1950 à 1750 av. J.-C.), et des découvertes d'autres sites come Alişar Höyük, Kültepe (Kanesch), ainsi qu'Acemhöyük et Boğazköy. Figurent aussi des tablettes cunéiformes, des sceaux-cylindres, des figures d'argile et des bijoux en or.

### Empire hittite

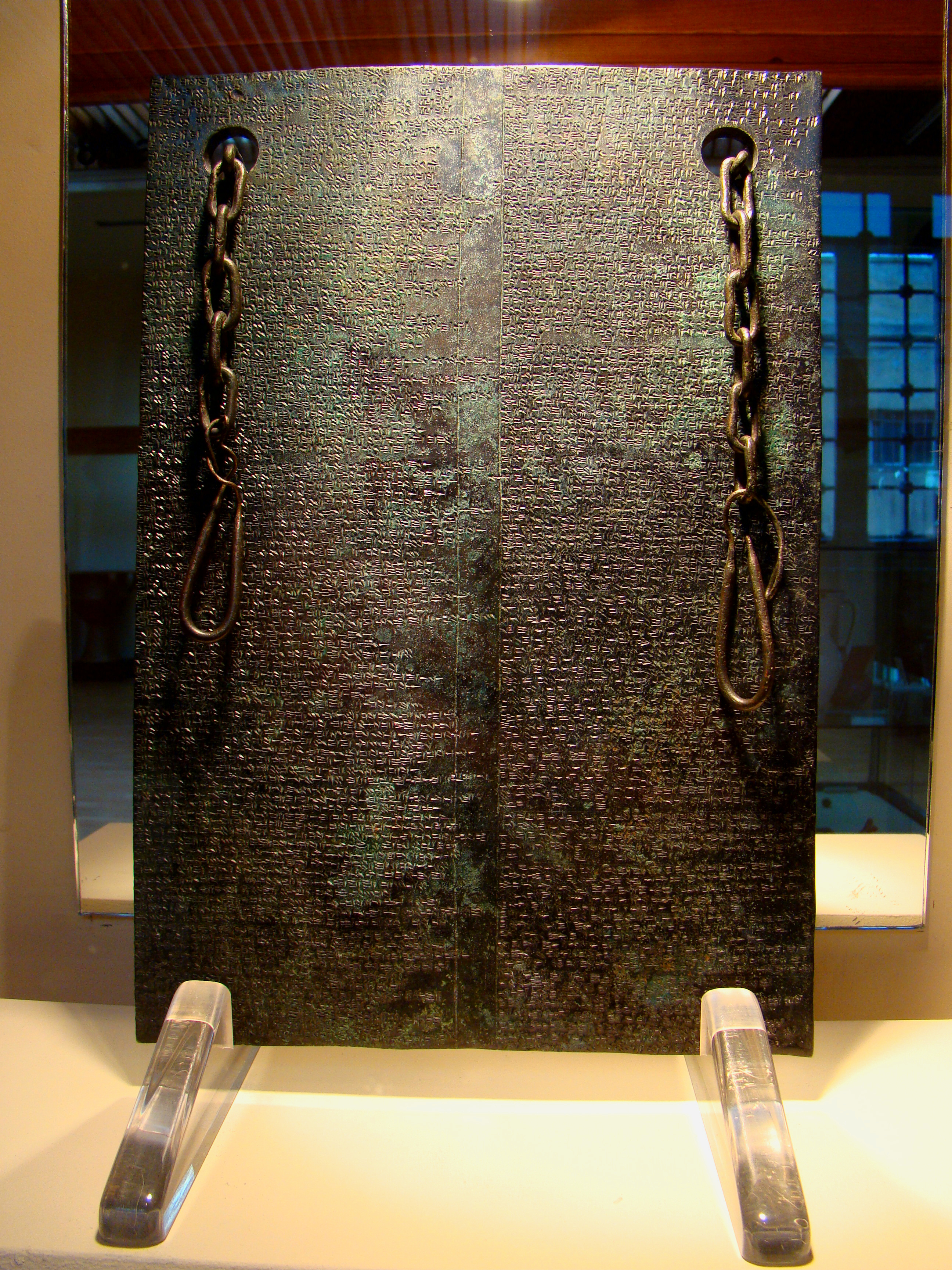
Table de bronze en cunéiforme, de Hattuša.

Les trouvailles de la fin de l'âge du bronze proviennent pour la plupart de la région de l'actuelle province de Çorum, au cœur de l'Empire hittite autour de la capitale Hattuša. Parmi ces objets de 1750 à 1200 av. J.-C. figurent des vases en argile, dont des baquets, des récipients à tamis et des canthares, dont certains zoomorphes (taureaux, canards), des statuettes en bronze, mais aussi des sceaux et des documents cunéiformes.
Parmi ceux-ci, on trouve des copies du traité de paix entre les empires hittite et égyptien après la bataille de Kadesh, qui est le premier traité de paix écrit connu de l'histoire. Une autre preuve écrite notable est une plaque de bronze mesurant 23,5 × 34,5 cm trouvée à Hattuša en 1986, dont le texte contient une correction de limites. C'est le seul document cunéiforme en bronze trouvé en Anatolie. Ces tablettes avec des écritures en langue hittite ont été inscrites au Patrimoine mondial en 2001.

### Phrygie

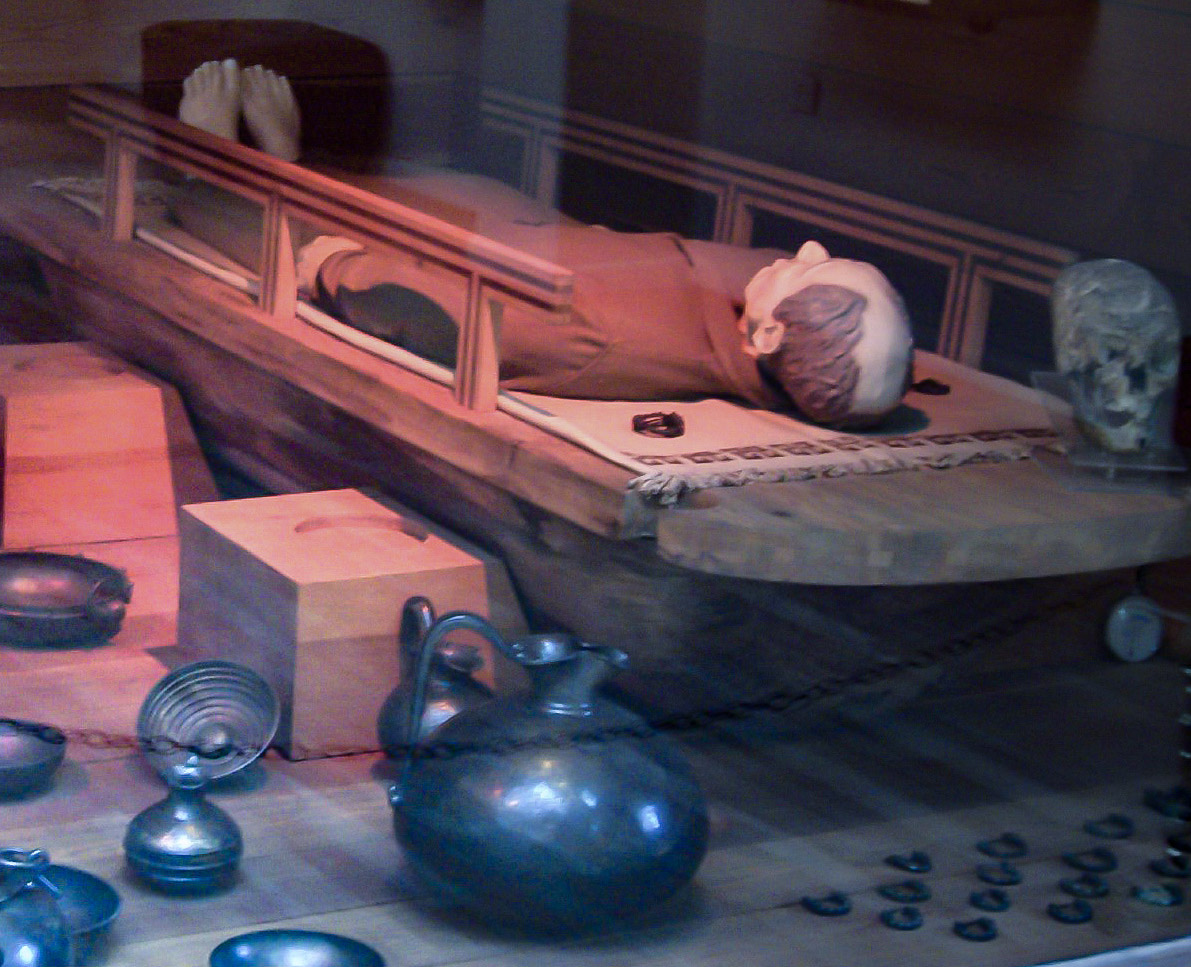
Reconstruction de la chambre funéraire du roi Midas de Gordion.

La pièce maîtresse de la période phrygienne (1200-700 av. J.-C.) est la réplique de la chambre funéraire du grand tumulus de Gordion, qui pourrait être la sépulture du roi Midas. Des récipients de bronze phrygiens tels que des chaudrons, des bols, des assiettes, des cruches tamisées, des louches et de nombreuses fibules en bronze qui proviennent également de Gordion et des environs, peuvent également être vus dans les salles sud et est. À voir également, des meubles en bois décorés de motifs géométriques, mais aussi des sculptures en bois de chevaux, de lions et de taureaux, et des reliefs en bois avec des scènes mythologiques, qui ont été retrouvés en assez bon état dans le tumulus de Gordion et d'autres tumulus voisins.
La céramique phrygienne, fabriquée au tour de potier, se compose de produits monochromes et de céramiques colorées. Les récipients monochromes ont généralement un revêtement noir ou gris, et les céramiques colorées sont peintes sur un revêtement brun rougeâtre et clair. Des motifs géométriques, carrés, triangles, bandes en zigzags ou en boucles et des motifs en échiquier recouvrent parfois complètement le vase, ainsi que des zones peintes avec des représentations d'animaux.

### Urartu

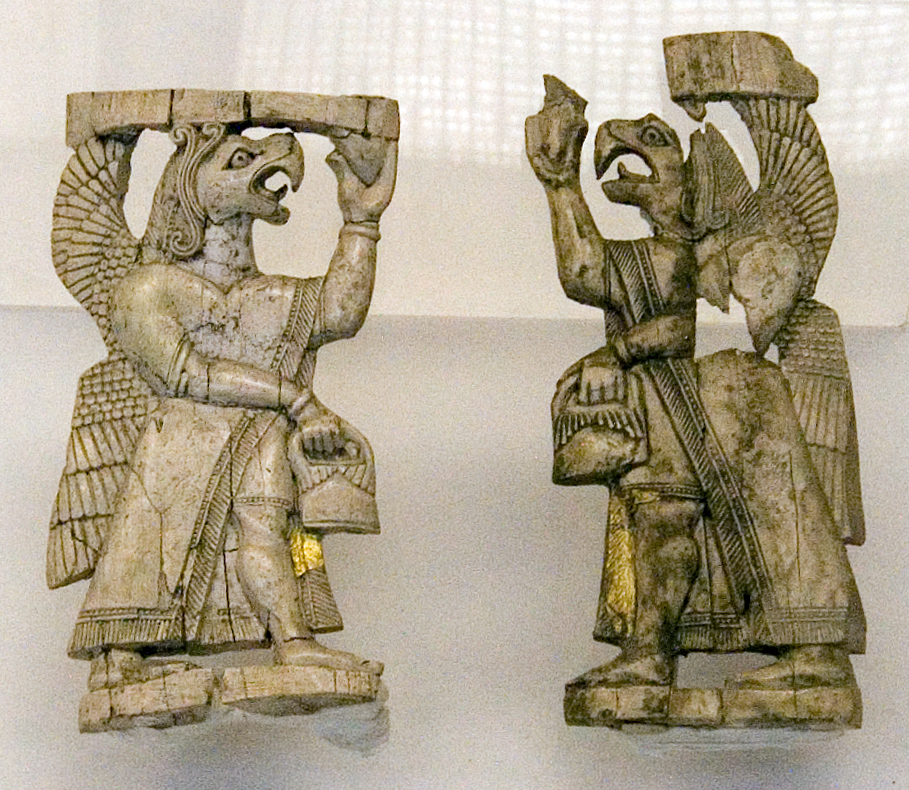
Sculptures en ivoire d'Altıntepe

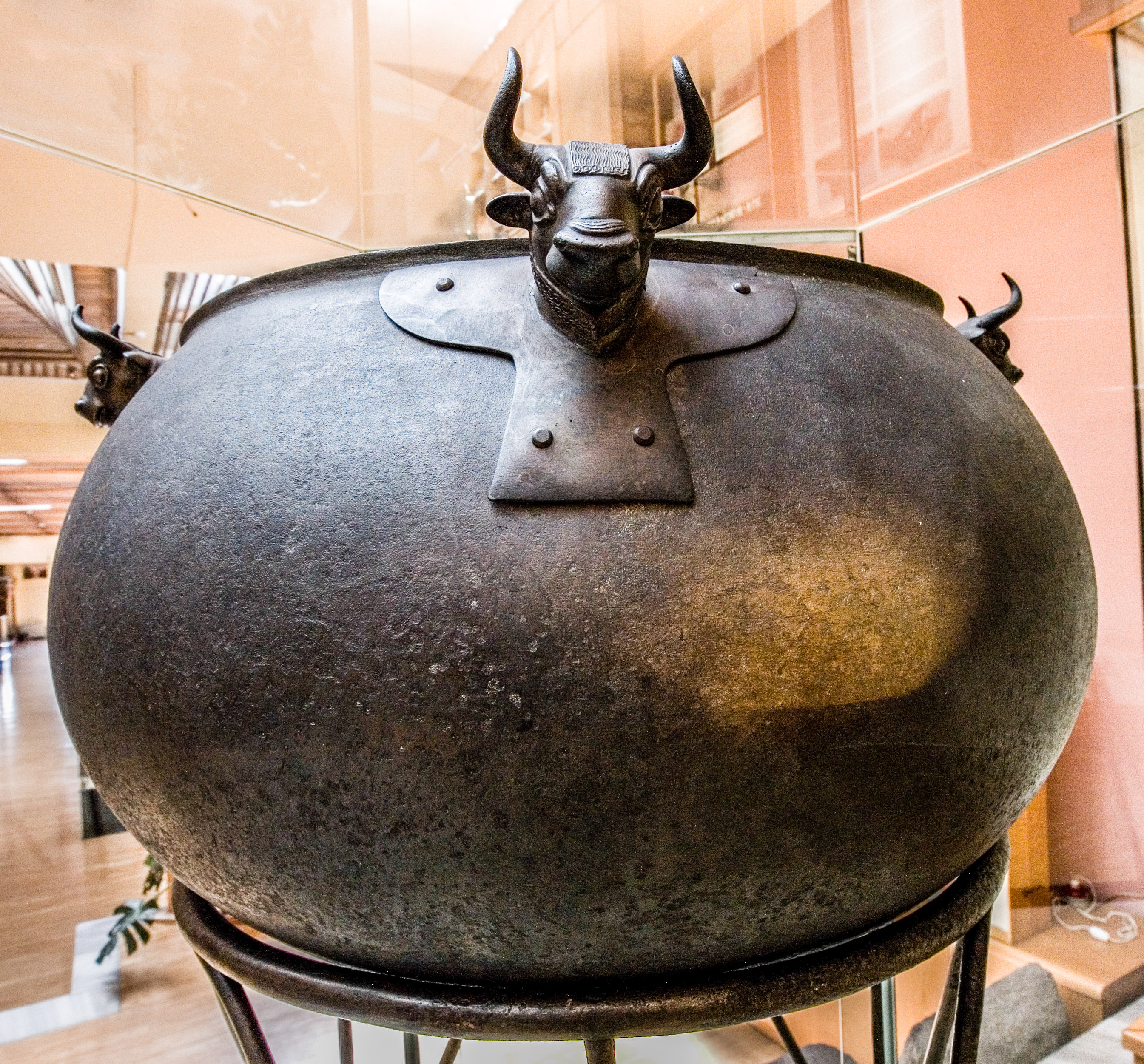
Chaudron urartéen

Provenant du royaume d'Urartu, dans la région du lac de Van, qui a prospéré aux IXe et VIIIe siècles av. J.-C., sont exposées les découvertes de Toprakkale, Altıntepe, Anzavurtepe, Çavuştepe, Adilcevaz, Kayalıdere et Van. Les sculptures artistiques en ivoire sont pour la plupart des éléments de mobilier. Ils montrent, entre autres, des griffons, des visages, des cerfs et des lions. En outre, on peut voir des objets en bronze exportés vers la Phrygie, la Grèce et l'Italie, par exemple des chaudrons avec des décorations de personnages, des ceintures, des boucliers, des casques, des tablettes votives, des harnais et des carquois, ainsi que des timbres et des sceaux cylindriques.

### Lydie
Les artefacts lydiens présentés sont issus des tumulus de Harra à Kırkağaç, dans la province de Manisa, et d'Aktepe à Uşak, tous deux dans l'ouest de l'Anatolie, qui forment un ensemble connu sous le nom de « trésor lydien ». Il se compose principalement de coupes et de bijoux en métaux précieux, ainsi que de sceaux et de fragments de fresques. Ces objets datent de la seconde moitié du VIe siècle av. J.-C.

### De l'Antiquité classique aux temps modernes
Statues, statuettes, poteries, bijoux et monnaies des périodes grecque , romaine , seldjoukide et enfin ottomane sont visibles dans la dernière salle de la partie orientale . Celles-ci ne sont plus classées selon les époques, mais selon les groupes matériels.

### Reliefs et sculptures orthostatiques hittites et phrygiens

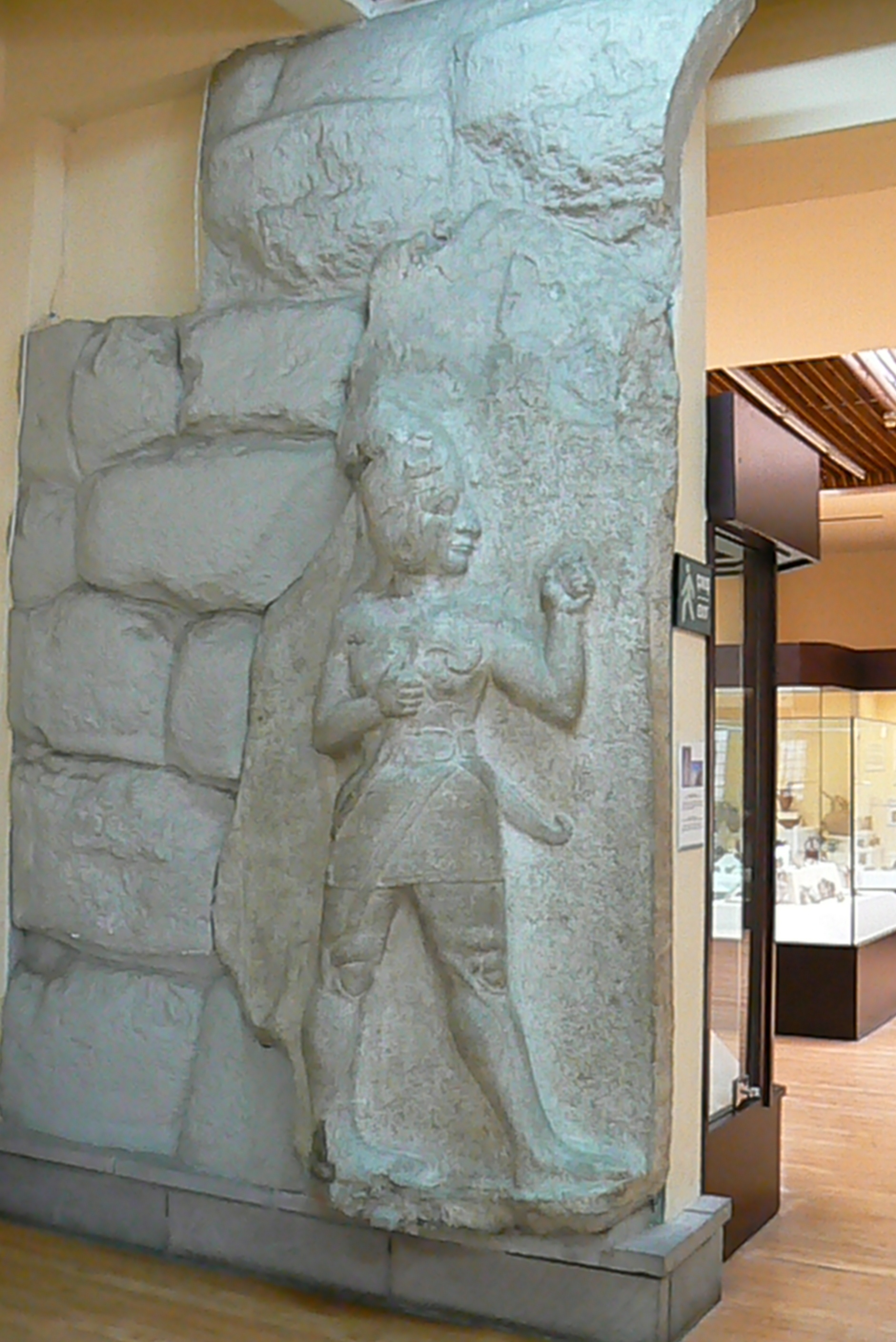
Demi-relief d'un guerrier de la porte du roi à Hattuša

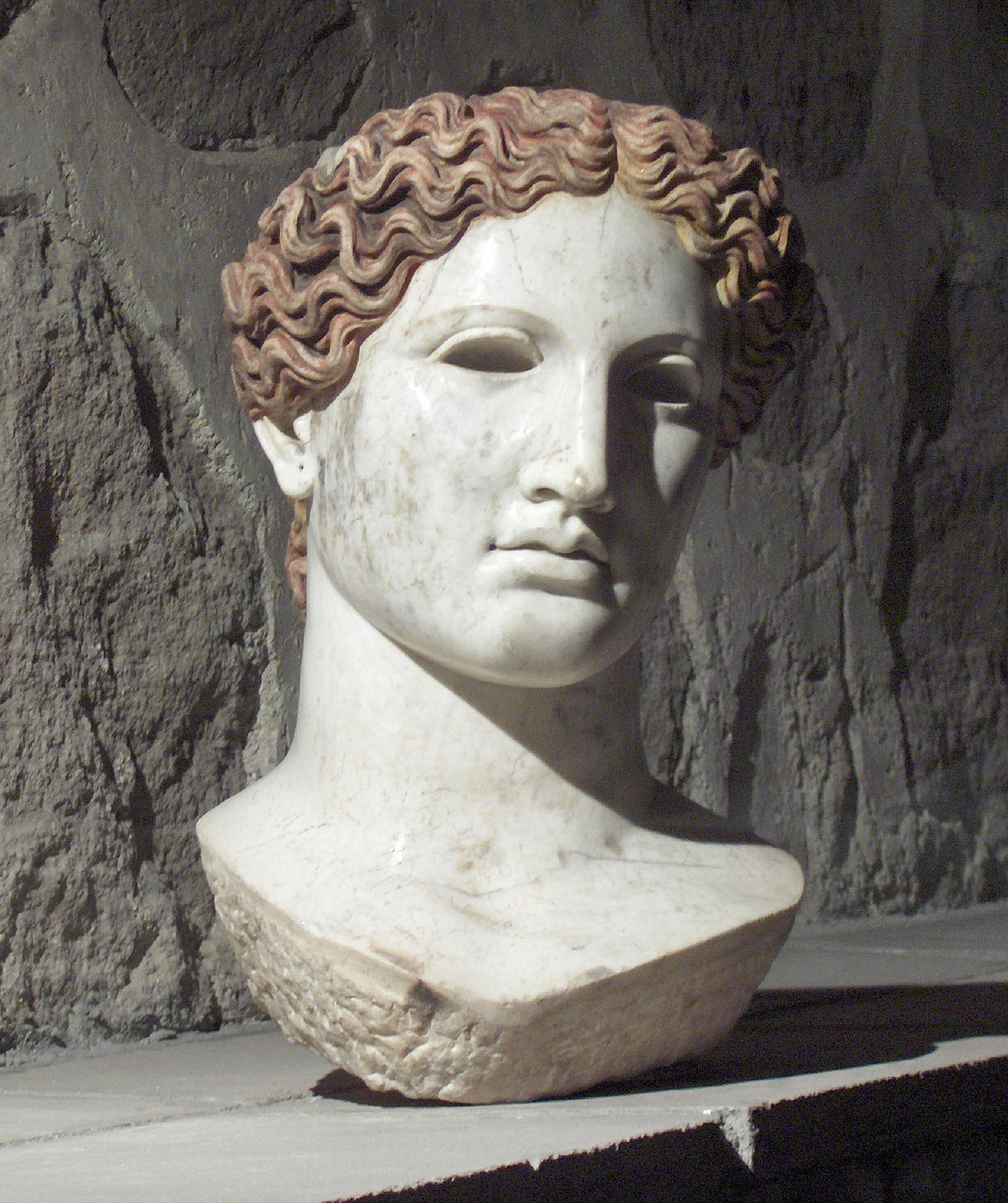
Tête de femme romaine en marbre

Dans le hall central sont exposées de grandes sculptures de l'époque de l'empire hittite (1450-1200 av. J.-C.) et de l'époque des petits royaumes hittites tardifs (1200-700 av. J.-C.), ainsi que de grandes sculptures phrygiennes. Les deux sphinx monumentaux et la série de reliefs de la porte de la ville d'Alacahöyük sont remarquables. Elles montrent des dieux et des cortèges, mais aussi des animaux, des scènes de chasse et une scène dite du jongleur, avec des musiciens et probablement des acrobates.

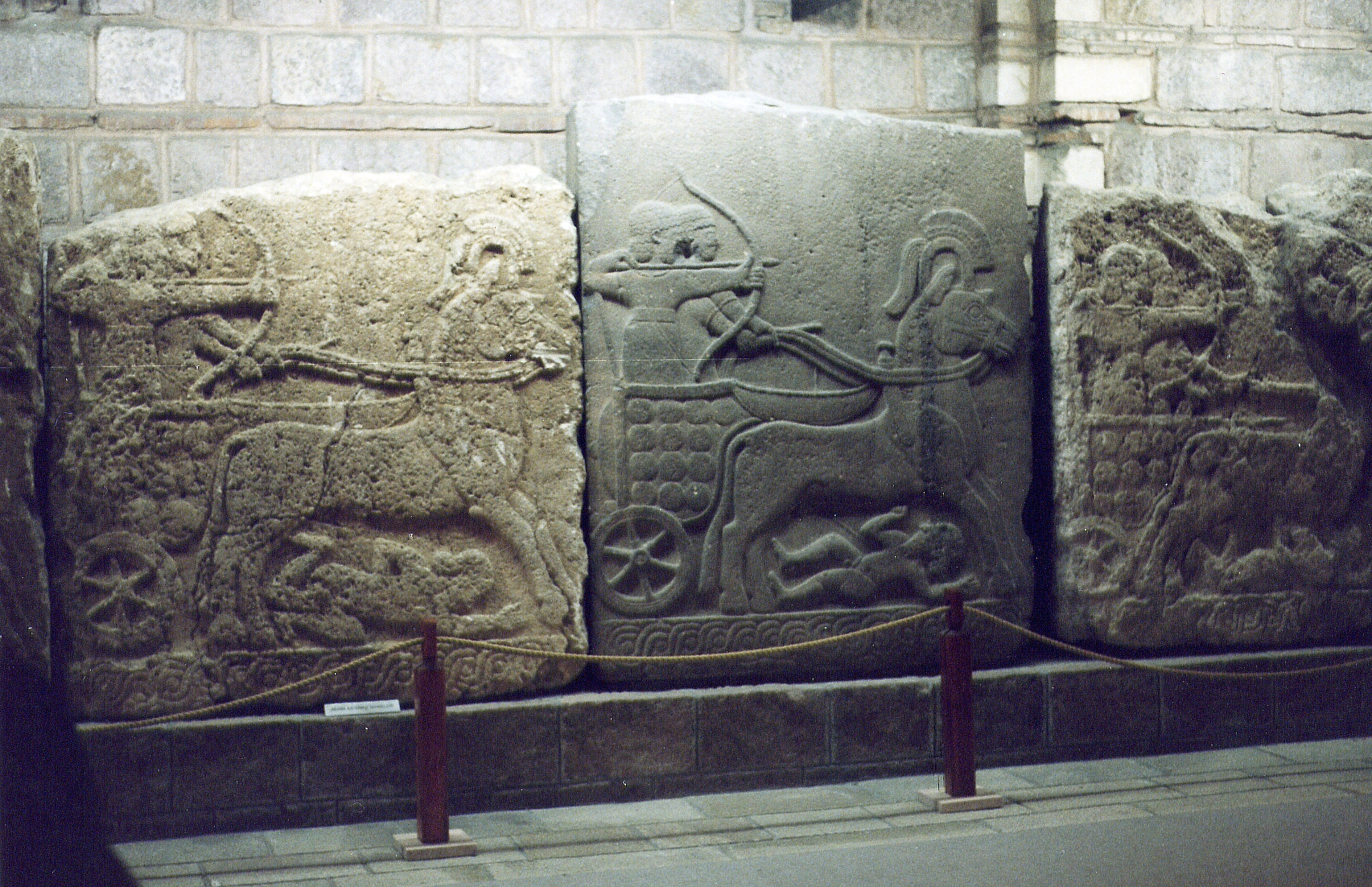
Reliefs de Carchemish : chars roulant sur un adversaire.

Dans le passage vers la partie ouest se trouve un demi-relief bien connu d'un dieu guerrier de la porte du roi à Hattuša. De la fin de la période hittite, les reliefs de Karkemiš doivent être mentionnés avec le roi Yariri, des enfants royaux jouant, un cortège funèbre, des auriges et un relief de profil de la déesse de la ville de Kubaba. Les œuvres de cette période montrent déjà des influences assyriennes, tout comme celles d'Arslantepe, près de Malatya. Parmi celles-ci se trouve un relief du roi local Sulumeli offrant une libation aux dieux. Il y a aussi une paire de sphinx et un lion portail de Sakçagözü, ainsi que des reliefs de chevaux, de taureaux et de lions de la période phrygienne, trouvés près d'Ankara. D'autres reliefs et stèles proviennent de Sultanhanı, Köylütolu, Andaval, Darende, Kayseri et Atabey, près de Malatya.

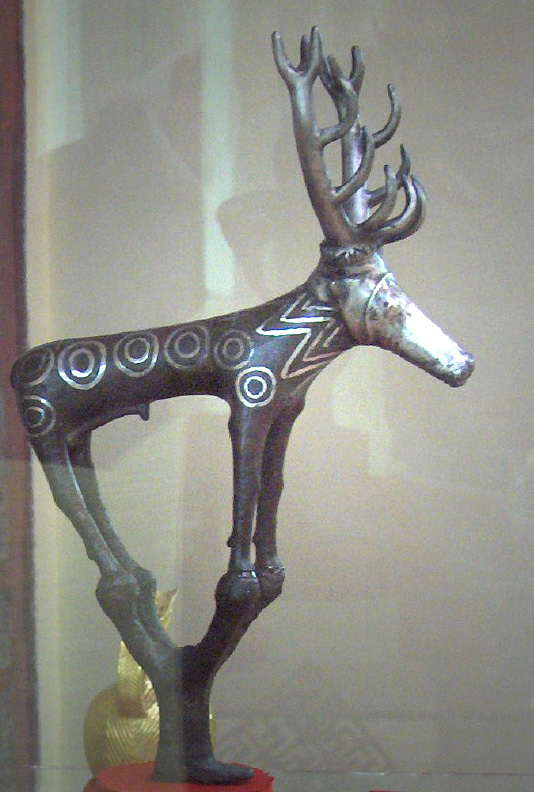
Statuette de cerf, symbolisant un dieu hittite masculin.
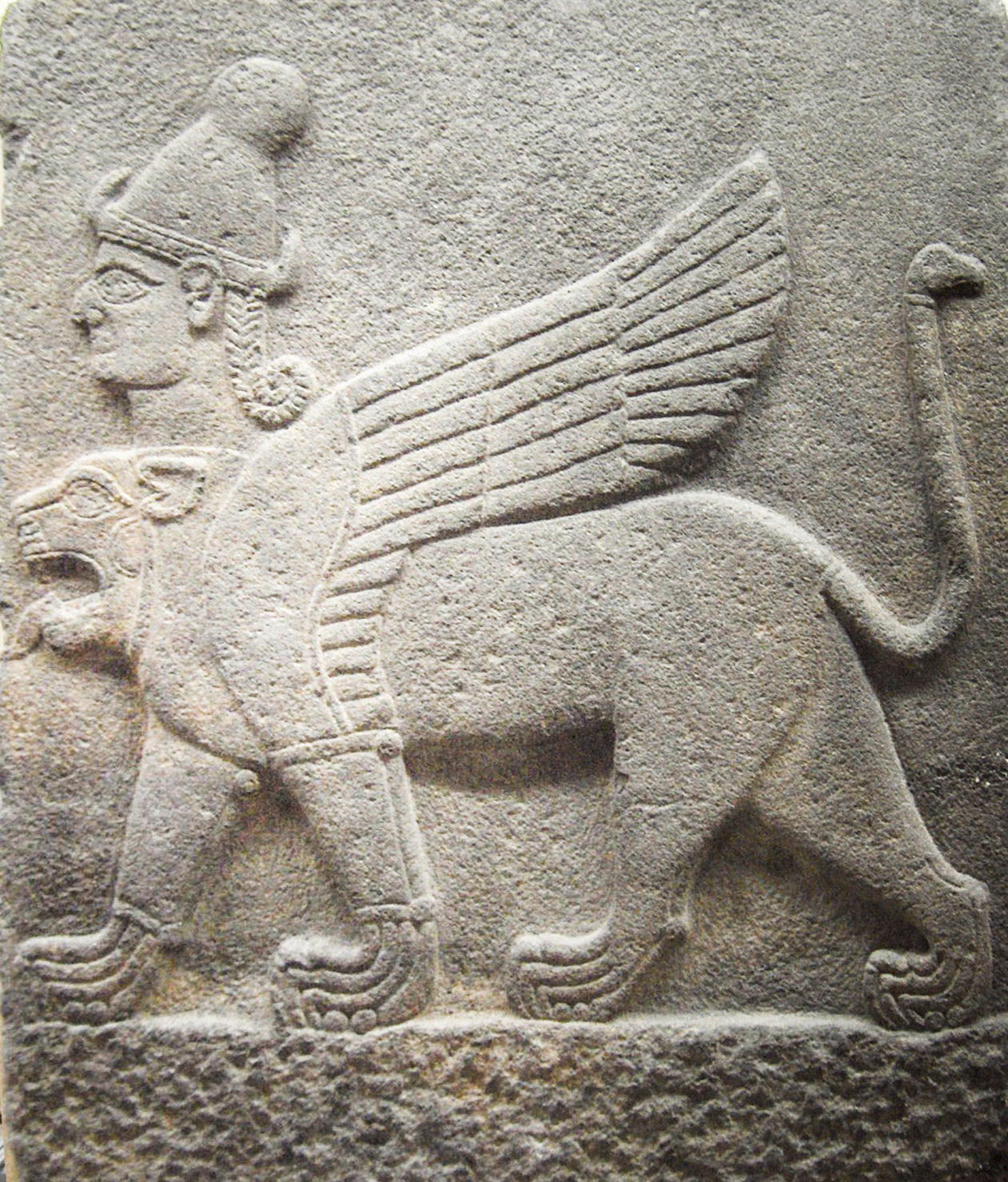
Chimère à tête d'homme et corps de lion. Carchemish, 850-750 av. J.-C.
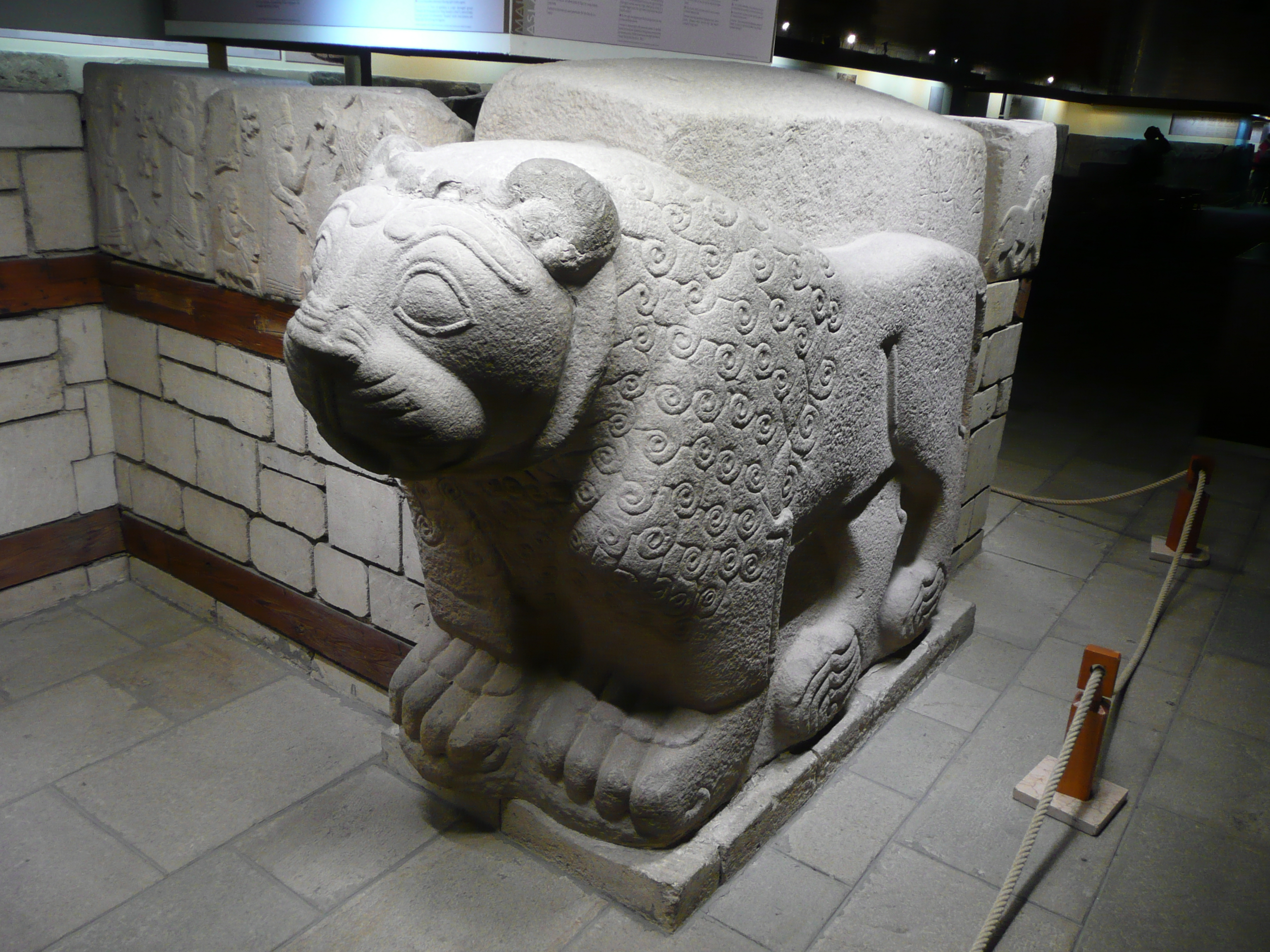
Lion hittite

### Sous-sol
Des découvertes sélectionnées de l'archéologie d'Ankara sont exposées au sous-sol, formant une petite section régionale de la collection du musée. Étant donné qu'Ankara n'existe en tant qu'agglomération urbaine que depuis la période phrygienne, la plupart des pièces exposées sont de la période classique.

### Extérieur
Dans le jardin devant l'entrée principale, des trouvailles individuelles de différentes époques sont exposées : la réplique de la grande sculpture hittite de Fasıllar est ici remarquable. Cette collection se poursuit sur le côté ouest du bâtiment avec des sculptures de pierre, des fragments de construction et des stèles des périodes classique à ottomane trouvés à Ankara et dans les environs.

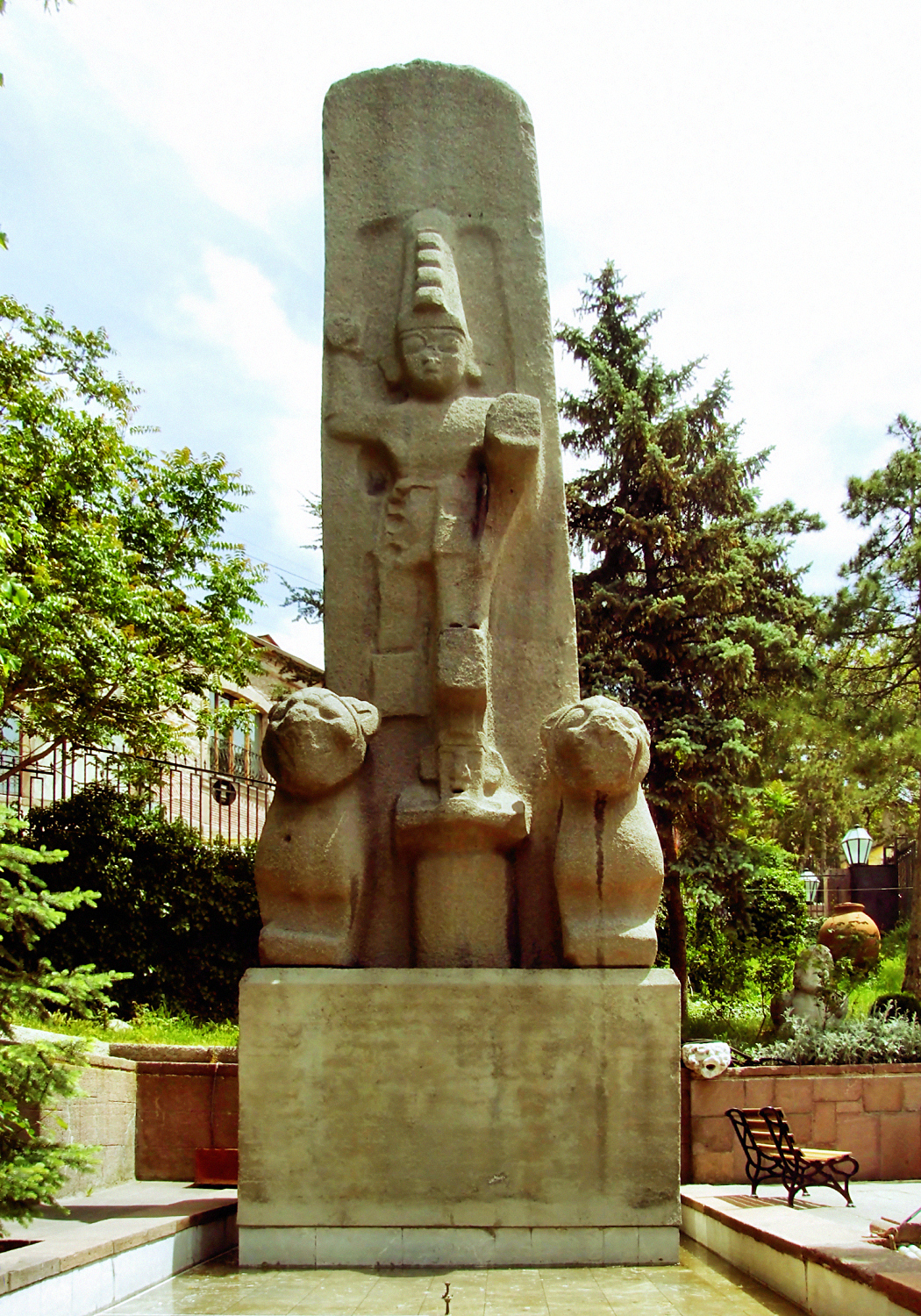
Monument hittite, réplique de celui de Fasıllar
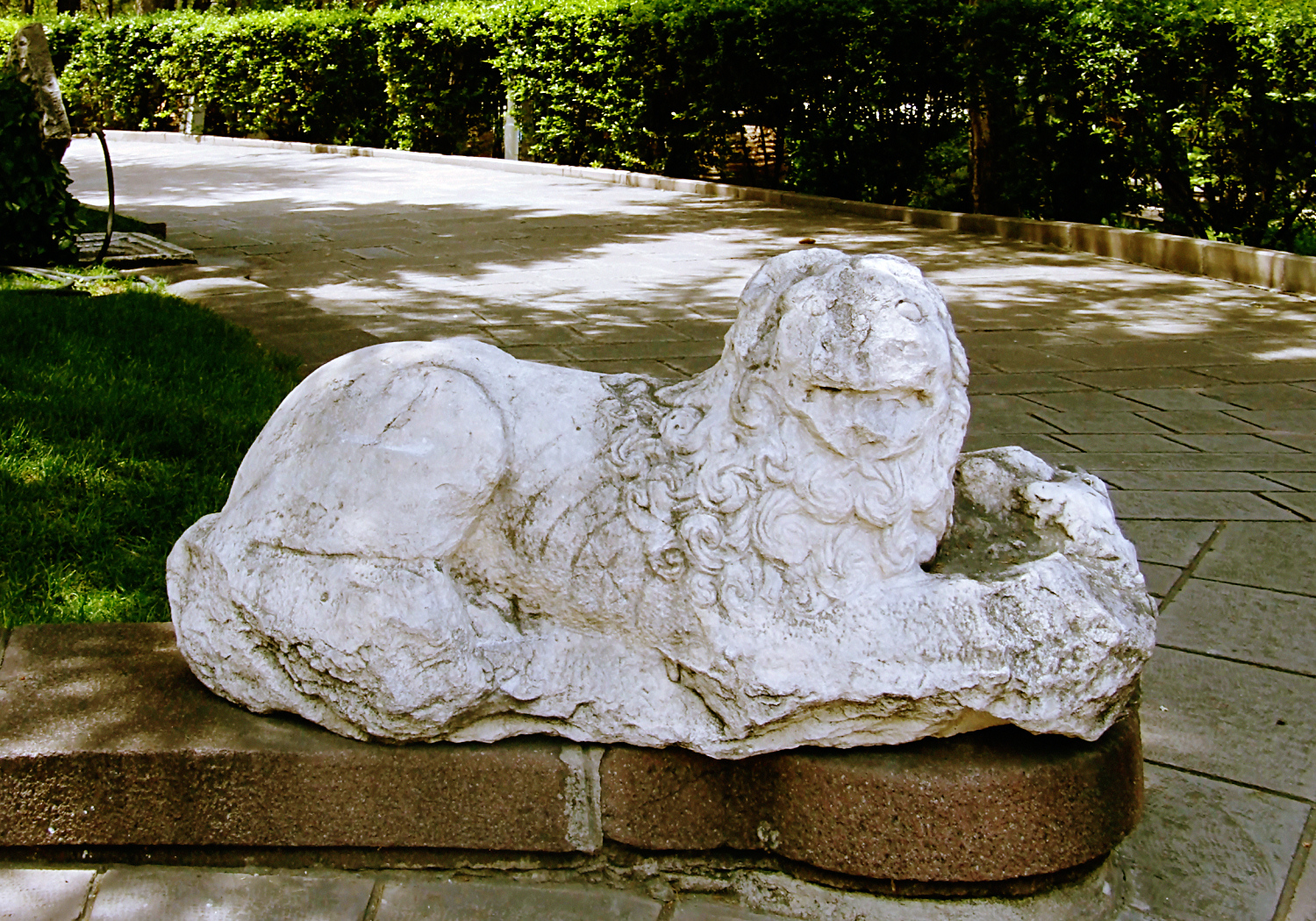
Statue dans la cour